# Henning von Winterfeld (Landrat)
Henning von Winterfeld (* 6. August 1901 in Krieschow, Niederlausitz; † 19. April 1945) war ein deutscher Verwaltungsjurist. Seit 1945 ist er bei Bautzen vermisst.

## Leben
Seine Eltern waren Ada von Tiedemann und der Jurist, Gutsherr auf Krieschow bei Cottbus und Ritterschaftsrat Hans Joachim von Winterfeld. Henning von Winterfeld besuchte von 1914 bis 1918 erfolgreich die Ritterakademie (Brandenburg an der Havel) und trat am 30. Juni 1918 in das 1. Garderegiment zu Fuß in Potsdam ein. Als Leutnant der Reserve schied er aus dem Heeresdienst aus. Winterfeld studierte an der Ruprecht-Karls-Universität Heidelberg Rechtswissenschaft. 1919 wurde er im Corps Saxo-Borussia Heidelberg recipiert. Er war in Görlitz, Gumbinnen und Minden als Regierungsassessor tätig. Nach dem frühen Tod des Vaters 1905 erbte sein älterer Bruder Hans Wichard von Winterfeld, später Kreisjägermeister, den Besitz Krieschow mit dem Nebengut Wiesendorf. 
Winterfeld trat 1932 der Sturmabteilung und der Nationalsozialistischen Deutschen Arbeiterpartei bei. 1933 wurde er zum Regierungsrat befördert. 1934 bis 1936 wirkte er als Landrat im Landkreis Wolmirstedt. Nach dem Zerschlagung der Rest-Tschechei wurde er als Landkommissar im Landkreis Graslitz vom Reichsgau Sudetenland eingesetzt. 1940 wurde er kommissarischer Landrat. Zur Zeit der deutschen Besetzung Polens wurde er 1940 im Distrikt Lublin des Generalgouvernements für die Kreise Radzyń, Janow-Lubelski und Krasnystaw zum Kreishauptmann ernannt. 1942 wirkte er wieder als Landrat in Graslitz. 1944 wurde er als Oberleutnant der Reserve zum Heer (Wehrmacht) eingezogen und ist seit dem 19. April 1945 bei Bautzen vermisst, wo er wohl auf einer Dienstfahrt der Roten Armee in die Hände fiel. Winterfeld war mit Armgard Freiin Lauer von Münchhofen verheiratet und hatte fünf Kinder. Anstelle Winterfelds wurde die älteste Tochter ins Gefängnis in der Tschechoslowakei gebracht. Die Mutter konnte schließlich ihre Tochter aus dem Gefängnis in der Tschechoslowakei befreien und floh zu Verwandten, dem Naumburger Domprediger Wilhelm Möhring (1877–1966). Mit den noch lebenden Kindern ging sie in die Westzone.